# Andrew George (kormányzó)
Andrew Neil George (1952. október 9. –) Anguilla kormányzója és első embere. Kinevezése előtt a Külügyi és Nemzetközösségi Iroda alkalmazottja volt, ott futott be szép karriert. Ezalatt Ausztráliában, Paraguayban, Thaiföldön és Indonéziában volt kiküldetésben. Thaiföldön ismerkedett meg feleségével. Fiatalkorát Skóciában töltötte.
Feleségével, Watanalak George-dzsal két gyermekük van. Lányuk Arada, fiuk Michael.